# 丸広百貨店
株式会社丸広百貨店（まるひろひゃっかてん、英称：MARUHIRO DEPARTMENT STORE CO., LTD.）は埼玉県川越市に本社を置く、日本の百貨店。埼玉県内のみで店舗を展開している。本店・中核店舗は川越店である。

## 歴史・概要

### 前史
入間郡飯能町（現：飯能市）出身の大久保竹治が、1932年（昭和7年）3月に飯能実業学校（現：聖望学園高校）商業科を卒業後、東京府八王子町（現：東京都八王子市）の総合衣料店「丸木洋品店」（八日町45）に約7年半務めたのち、1939年（昭和14年）10月に飯能町原町(後の飯能銀座通り)に「丸木商店」を創業。
しかし、1942年（昭和17年）に衣料切符制度が実施され、飯能町の個人商店は一カ所の配給所に集約されて各業者が商品を持ち寄る形となり、大久保も海軍の一兵卒として招集され、店舗の営業は休止に追い込まれた。
戦後、1948年（昭和23年）に店舗の裏にあった倉庫を取り壊して店舗を拡張した。

### 株式会社丸木の誕生と多店化
1949年（昭和24年）5月23日に市川宗貞や木村源兵衛らが資本金1000万円で「株式会社丸木」を設立し、初代社長に木崎茂男が就任。
間口11間の2階建てで、売り場面積約380m2の新店舗を開設した。
この創業時に大久保竹治は飯能町原町の店舗を別に引き続き営業しており、別の店舗として開設したものであった。
1951年（昭和26年）10月に川越市鍛冶町914に売場面積396m2の（初代）川越店を開店した。
1953年（昭和28年）11月に大宮市に売場面積688m2の大宮支店を開店し、1954年（昭和29年）7月に東松山市に売場面積100m2の（初代）東松山出張所を開設と多店化を進めた。
その一方で、1954年（昭和29年）4月8日に（初代）川越店の屋上でアドバルーンが爆発し、小学生ら5名が死傷する事故が発生している。

### 木崎茂男の退任と経営の混乱
急速な出店などもあり、「株式会社丸木」の資金繰りが悪化したことから、社長の木崎茂男が理事長を兼務していた「東京都国民健康保険団体連合会」や「西多摩酪農業協同組合」との間で融通手形が行われるようになった。
しかし、「西多摩酪農業協同組合」は木崎を理事長から解任してこの融通手形のスキームから離脱し、1954年（昭和29年）7月に緊急総会を開いて支払い乳代の凍結と資金増強を行ったが、競合する大手乳業メーカーとの競争への対抗が困難となったこともあって、1956年（昭和31年）6月1日に工場を名糖産業の傘下にあった「協同乳業」に譲渡して、原乳集荷と信用事業以外から撤退することになった。
西多摩酪の離脱後は、木崎が新たに傘下に置いた「鳩和建設」が代わりに入ったものの行き詰まったため、銀座の商事会社だった「島産業」へと相手を変更しながら続けられた。
そうした中で、1955年（昭和30年）12月末に木崎が社長を辞任し、社長に市川宗貞が就任。
ところが、その翌年1956年（昭和31年）8月に前社長の木崎が経理課長を強請って、宛先などを白紙とした当社の約束手形を偽造して、前社長が経営していた「島産業」（同年11月中旬倒産）に交付する事件が発生。裁判で課長による手形偽造と認められたものの、同年に株式会社丸木は事業休止となった。
一方、手形を割り引いた金融業者から追い回されたため、木崎は一時は国会にも出席せず、自宅からも姿を消して逃亡した。

### 丸広百貨店の誕生と店舗の大型化
「株式会社丸木」の事業休止と同年の11月7日に資本金250万円で「株式会社丸広百貨店」を設立し、初代社長に市川宗貞の子で大学在学中の市川章広が就任して、実権は父の市川宗貞が持つ形で営業を継承した。
1957年（昭和32年）には不況の影響や出店・増床がなかったことなどにより創業以来初めて売上が減少したが、1958年（昭和33年）8月に東松山出張所を売場面積276m2の東松山店として拡大して移転し、再び売上高が拡大基調に戻った。
当社は、小型店を多数出店するより大型店を出店する方が販売力も調達力も高まって効率的だという考え方から、店舗の大型化を進め、1961年（昭和36年）3月に飯能店を当時繁華街化が進み始めた飯能駅前の飯能市柳町に移転すると共に売場面積1,650m2へ拡大した。
同様の考えから、人口が飯能の約4倍であったことから川越店を飯能店の約4倍の規模の大型店とすることとしたが、（初代）川越店の近隣は旧家・商家が立ち並んでいて用地取得が困難で増床の余地がなかった。
その為、不動産会社の「不二ビル」を設立した1960年（昭和35年）頃から現在の川越本店周辺での用地取得を行ったが、年商数億程度の企業には大きな土地取得額だったことから当社の首脳陣からの反対もある中で進められることになった。
そして、1964年（昭和39年）9月に百貨店法による営業許可取得し、翌月10月8日に延べ床面積8,227m2で売り場面積5,718m2の（2代目）川越本店を開店して本格的な百貨店の営業を開始した。
この（2代目）川越本店の開業時点で既に店舗敷地を含めて約1万坪の土地を取得しており、駅前立地でありながら広い平面駐車場を併設したモータリゼーションに対応した店舗となっていた。
1966年（昭和41年）6月には飯能店を増築して売場面積2,600m2の百貨店として新装開店した。

### 名実ともに大久保竹治の経営へ
1967年（昭和42年）5月に市川宗貞が会長となり、大久保竹治が社長に就任した。
同年時点では市川宗貞が28.0％（33,600株）を保有する筆頭株主であったが、1969年（昭和44年）には大久保竹治が30.0％（60,000株）を保有するようになり、市川宗貞の23.1％（46,200株）を上回って筆頭株主となった。

### 品揃えや組織の整備・拡充
1968年（昭和43年）10月に川越店を増築して延べ床面積24,003m2で売場面積15,220m2へ拡大して新装開店した。
こうした増床により、安価な日常品から有名ブランドの商品まで取り揃える「ピンキリ商法」を展開し、幅広い客層の集客を目指した。
その翌年・1969年（昭和44年）には「まるひろ友の会」を設立して、地元企業などとのタイアップによる工場見学などを行うなど、顧客の組織化を進めた。
昭和40年代に入って共同仕入機構に加盟して仕入力の強化を図り、「十一店会共同仕入機構」に加盟したことから、1973年（昭和48年）3月7日に「十一店会共同仕入機構」と「エコー共同仕入」が統合して「全日本デパートメントストアーズ開発機構(ADO)」が発足した際には当社も加盟していた。
また、当初は当社の販売力が乏しかったことから、有力メーカー・有力ブランドに対しては家賃や保証金を免除するなどの対応をして、品揃えで重要な有力ブランドの招致を進めた。
その一方で、1階のエスカレーター脇に肌着売り場を設けるなど、地元消費者が気軽に買い物が出来る売り場構成も続けていた。
そして、デイリーニーズ対応としての食品強化策として、百貨店としてはいち早く生鮮食品を含む食品売り場の直営化を図った。
そうした仕入れ業務を支えるため、コンピューターや単品管理制度、本社在庫制度など社内体制の整備も進め、利益率や商品回転率の維持を図った。
これらの施策が功を奏し、東京都内のデパートの影響を受けやすい首都圏での競争に晒されながら、1975年（昭和50年）には川越市の呉服市場において57.4％のシェアを獲得したほか、1980年代半ばには約7万世帯の川越市で約5万人の友の会｢ラフィーネ・サークル｣会員を集めるなど地元住民の大半を顧客とすることに成功した。
また、外商の口座数も約2万に達していた。
こうして「冬の時代」と呼ばれた厳しい商環境下で好業績を上げ続けたことから、「東の丸広、西のトキハ（大分県）」と呼ばれるほどの有力地方百貨店となった。

### 第二次多店舗化戦略の展開と売上高1000億円突破
1978年（昭和53年）12月に中型店第1号店として南浦和店（浦和市（現：さいたま市南区））を開店したのを皮切りに「ストアー事業部」が管轄する中型店のチェーン展開を開始。
このストアー事業部で展開した中型店は、食品や日用雑貨などの多くの売り場はセルフサービス方式を導入したスーパーマーケット方式の店舗であるが、対面販売の百貨店式の売り場も併せ持つジュニアデパートを目指して開業した。
その後、1980年（昭和55年）に神明町店としていち早くSSM（スーパー・スーパーマーケット）業態の店舗を開設し、1982年（昭和57年）6月24日に日進店、1987年（昭和62年）6月24日に川越市にファミリー丸広新河岸店を開店したほか、南浦和店の増床も行った。
また、1980年代に入ると川越本店周辺に駐車場用地として確保した土地の再開発による業績拡大を目指し始め、1982年（昭和60年）に川越店に立体駐車場（440台収容）を開設した。
それによって確保した川越本店西側に売場面積約13,000m2の別館を開設して売場面積を約39,000m2へ増床、高級品の品揃えを強化する計画を、川越駅東口の再開発ビルへの出店計画と並行して進めるなど拡張戦略に乗り出した。
そうした第2次拡大計画の一環として、1989年（平成元年）10月5日には入間市に入間店を開店し、1990年（平成2年）2月期には売上高1000億円を突破した。
その後、同年5月16日に川越駅前に複合施設「アトレマルヒロ」を開店した。
こうした積極的な第2次拡大計画の進展により、1993年（平成5年）に当社の売上高は1221億7900万円とピークを迎えた。

### バブル崩壊後による売上の減少と事業再構築
しかし、その後はバブル崩壊による影響などもあり伸び悩むようになった。
その後、1997年（平成9年）には1186億円を上げ、1998年（平成10年）9月に川越店を大規模改装して新装開店させたが、同年から16年連続の売上減少となり、2013年（平成25年）2月期には651億円まで落ち込むことになった。
その為、2005年（平成17年）4月1日にスーパーマーケット・ドラッグストア部門子会社「ビッグエイト」（6店舗）をマミーマートに、2008年（平成20年）1月1日には近畿日本ツーリストグループのKNTツーリストに旅行事業を、各々譲渡して事業から撤退した。
また、2006年（平成18年）4月に東飯能店を閉店し、その後2009年（平成21年）に東飯能店の跡に移転する形で（2代目）飯能店を閉鎖したり、2012年（平成24年）に「アトレマルヒロ」を改装して賃料収入を得るショッピングセンター業態に転換するなど店舗網の見直しも行った。

### 近年の状況
2021年（令和3年）2月期と2022年（令和4年）2月期には売上高が約384億円となり、最盛期の約3割まで減少している。
そのため、2021年（令和3年）2月14日に日高店を閉店し、同年2月期に早期希望退職を募集して人件費の削減を図り、2022年（令和4年）8月21日に坂戸店を閉店している。
「丸広百貨店川越店」の近隣のクレアモール周辺に「アネックス」と呼ぶ分館を出店し、「まるひろタウン化構想」を進めており、ショッピングセンターに似たテナント構成を形成している。
贈答品や高級品に特化した小型店の出店に軸足を移しており、2015年（平成27年）4月に初の小型店舗であるシーズンクローゼットマルヒロららぽーと富士見店（富士見市）を開いたのを皮切りに、2021年（令和3年）4月にイオンタウンふじみ野内にセレクトショップ「まるひろmini」（ふじみ野市）を開店した。

## 沿革
- 1939年（昭和14年）10月 - 飯能市原町で丸木として洋品店を創業[25]。
- 1949年（昭和24年）5月23日[13] - 資本金1000万円で「株式会社丸木」を設立[6]。初代社長に木崎茂男が就任[4]。
- 1951年（昭和26年）10月 - 川越市鍛冶町914に[6]（初代）川越店を開店[3][24]。（売場面積396m2[25]）
- 1953年（昭和28年）
  - 本社を飯能市原町37に移転[6]。
  - 11月 - 大宮市宮町1-2に大宮店を開店[6]。（売場面積688m2[25]）
- 1954年（昭和29年）
  - 4月8日 - （初代）川越店の屋上でアドバルーンが爆発し、小学生ら5名が死傷する事故が発生[26]。
  - 7月[3][24] - 東松山市に東松山出張所を開設[25]。（売場面積100m2[25]）
- 1955年（昭和30年）12月末 - 木崎茂男が社長を辞任し、社長に市川宗貞が就任[14]。
- 1956年（昭和31年）
  - 8月 - 前社長木崎茂男に強請られた経理課長が当社の約束手形を偽造して、前社長が経営していた「島産業」（同年11月中旬倒産）に交付する事件が発生[14]。
  - 株式会社丸木が休業状態に入る[6]。
  - 11月7日 - 資本金250万円で「株式会社丸広百貨店」を設立[1]。初代社長に大学在学中の市川章広が就任[4]。実権は父の市川宗貞が掌握[6]。
- 1958年（昭和33年）8月[24] - 東松山市松山3825[6]に東松山店を開店[24]。（売場面積276m2[25]）
- 1960年（昭和35年） - 不動産会社の「不二ビル」を設立[25]。
- 1961年（昭和36年）3月 - 飯能店を飯能市柳町22に移転[24]。（売場面積1,650m2[25]）
- 1963年（昭和38年）5月 - 本社を川越市仲町6-6に移転[67]。
- 1964年（昭和39年）
  - 9月 - 百貨店法による営業許可取得[3]。
  - 10月8日 - 川越本店を現在地へ移転し、本格的な百貨店として営業を開始[35]。
- 1966年（昭和41年）6月 - 飯能店を増築して新装開店[24]。（売場面積2,600m2[36]）
- 1968年（昭和43年）10月 - 川越店を増築して新装開店[24]。（延べ床面積24,003m2[36][39]、売場面積15,220m2[36][39]）
- 1969年（昭和44年） - 「まるひろ友の会」を設立[41]。
- 1970年（昭和45年）
  - 10月 - 東松山店を材木町19-30に移転[24]。
  - 11月 - 飯能店を増築して新装開店[24]。
- 1971年（昭和46年）3月 - 大宮店を「大宮マック」に業態転換[68]。
- 1972年（昭和47年）9月 - 川越店を増築して新装開店[24]。（延べ床面積8,227m2[25]、売場面積5,718m2[25]）
- 1975年（昭和50年）6月1日 - 日本百貨店協会に入会[69]。
- 1977年（昭和52年）8月 - 飯能店を増築して新装開店[68]。
- 1978年（昭和53年）12月 - 浦和市（当時）に南浦和店を開店[49][3]。
- 1980年（昭和55年）
  - 7月 - 川越市にファミリー丸広神明町店を開店[70]。
  - 8月 - ライフと提携し、ハウスカード・「ESTEEMカード」の発行を開始[71]。
- 1982年（昭和57年）6月24日 - 日進店を開店[51]。
- 1983年（昭和58年）10月 - 「まるひろ友の会」を「ラフィーネ·サークル」に名称変更[41]。
- 1982年（昭和60年） - 川越店に立体駐車場（440台収容）を開設[33]。
- 1987年（昭和62年）6月24日 - 川越市にファミリー丸広新河岸店を開店[47]。
- 1988年（昭和63年）1月 - 日本信販と提携し、ハウスカード・「ラフィーネカード」の発行を開始[72]。
- 1989年（平成元年）10月5日 - 入間市に入間店を開店[54]。
- 1990年（平成2年）5月16日 - 川越駅前に複合施設「アトレマルヒロ」を開店[55]。
- 1992年（平成4年）10月 - 上尾市に上尾店を開店[3]。
- 1993年（平成5年）9月 - 「マルヒロポイントカード」の発行を開始[73]。
- 1998年（平成10年）9月 - 川越店を大規模改装し、新装開店[52]。
- 1999年（平成11年）10月 - 日高市にファミリー丸広日高店を開店[3]（2021年《令和3年》2月14日に閉店）。
- 2002年（平成14年）10月 - 坂戸市に坂戸店を開店[74][注 4]（2022年《令和4年》8月21日に閉店[74]。）
- 2002年（平成14年）8月27日 - 日進店を閉店[75]。
- 2005年（平成17年）4月1日 - スーパーマーケット・ドラッグストア部門子会社「ビッグエイト」（6店舗）をマミーマートに売却[58][76]。
- 2006年（平成18年）4月 - 東飯能店を閉店[59]。
- 2008年（平成20年）1月1日 - 近畿日本ツーリストグループのKNTツーリストに旅行事業を譲渡[広報 1]。
- 2009年（平成21年）
  - 8月 - （2代目）飯能店閉店。[要出典]
  - 9月 - （3代目）飯能店開店。[要出典]
- 2011年（平成23年）6月 - 入間店の直営売場を縮小し、改装オープン。[要出典]
- 2012年（平成24年）9月15日 - 「アトレマルヒロ」を百貨店からショッピングセンターに業態転換して新装開店[77]。
- 2015年（平成27年）4月 - シーズンクローゼットららぽーと富士見店開店[65]。
- 2019年（令和元年）6月28日 - 「スーパーホテル埼玉・川越」を本川越駅近くに開業[78]。
- 2021年（令和3年）
  - 2月14日 - 日高店を閉店[61]。
  - 4月9日 - イオンタウンふじみ野内にセレクトショップ「まるひろmini」開店[66][広報 2]。

- 2022年（令和4年）
  - 8月21日 - 坂戸店を閉店[62]。
  - 9月14日 - ワカバウォーク内に「まるひろmini」開店[64]。

## 経営体制の変遷
大久保竹治が一代で築き上げた…とされることもあるが、下記の通り、経営陣や株主が変遷している。
- 1955年（昭和30年）12月末時点[14]

取締役社長・市川宗貞、専務取締役・柳田貞雄、常務取締役・大久保竹治
1955年（昭和30年）12月末に木崎茂男が社長を辞任し、社長に市川宗貞が就任。
市川宗貞が埼玉県議会議員などの公職にあり、多忙なため週1回程度の出社に留まり、経営の実務は専務取締役・柳田貞雄と常務取締役・大久保竹治が担っていたとされる。
- (株)丸広百貨店設立時点

取締役社長・市川章弘、常務取締役・木崎和三郎、取締役・清水精一郎
大学在学中に就任した取締役社長・市川章弘は、登記上の社長で、実権はその父・市川宗貞にあったとされる。
- 1964年（昭和39年）時点

取締役社長・市川宗貞、常務取締役・木崎和三郎、取締役・木崎良次、取締役・大久保竹治、取締役・大久保一郎（大久保竹治の長男）、取締役・清水精一郎
- 1965年（昭和40年）時点

取締役社長・市川宗貞、専務取締役・大久保竹治、常務取締役・木崎和三郎、常務取締役・大久保一郎
- 1966年（昭和41年）2月時点

取締役社長・市川宗貞、専務取締役・大久保竹治、常務取締役・木崎和三郎、常務取締役・大久保一郎
- 1967年（昭和42年）5月に市川宗貞の会長就任に伴い、大久保竹治が社長に就任した[7]。

- 1968年（昭和43年）時点

取締役会長・市川宗貞、取締役社長・大久保竹治、取締役・大久保一郎、取締役・木崎良次
- 1970年（昭和45年）時点

取締役会長・市川宗貞、取締役社長・大久保竹治、常務取締役・大久保一郎、常務取締役・木崎良次
- 1974年（昭和49年）時点

取締役社長・大久保竹治、専務取締役・大久保一郎、常務取締役・木崎良次
- 1978年（昭和53年）4月28日に木崎良次が専務取締役に就任[86]。

- 1980年（昭和55年）5月に大久保一郎が取締役副社長[87]、上田和亥が常務取締役[87]、一ノ瀬守夫が常務取締役に就任[87]。

- 1982年（昭和57年）時点

取締役社長・大久保竹治、取締役副社長・大久保一郎、専務取締役・木崎良次、常務取締役・上田和亥、常務取締役・一ノ瀬守夫、常務取締役・小川敬介、取締役本店長・浜訓安
- 1984年（昭和59年）時点

取締役社長・大久保竹治、取締役副社長・大久保敏三、専務取締役・木崎良次、専務取締役・一ノ瀬守夫、常務取締役・上田和亥、常務取締役・小川敬介、取締役営業本部長・浜訓安、取締役人事部長・小峰寿美雄
1983年（昭和58年）8月13日に大久保敏三が取締役副社長に就任し、大久保一郎は平取締役となった。
- 1986年（昭和61年）4月26日時点

取締役会長・大久保竹治、取締役社長・大久保敏三、取締役副社長・木崎良次

### 株主の変遷
- 1956年（昭和31年）1月31日時点

350名
- 資本金250万円時点[67]

市川章弘2,000株（40.0％）、市川宗貞500株（10.0％）など13名
- 1965年（昭和40年）資本金1000万円時点

取締役社長・市川宗貞5,600株（28.0％）など11名
- 1966年（昭和41年）2月時点[1]

市川宗貞13,600株、不二ビル7,000株、市川章弘6,400株、市川文江4,800株、大久保竹治4,000株、清水精一郎3,200株
- 1967年（昭和42年）資本金6000万円時点

市川宗貞33,600株（28.0％）など70名
- 1969年（昭和44年）資本金1億円時点

大久保竹治60,000株（30.0％）、市川宗貞46,200株（23.1％）、大久保幸弘15,900株（7.95％）、大久保文江11,600株（5.8％）など70名
- 1970年（昭和45年）資本金1億円時点

大久保竹治60,000株（30.0％）、市川宗貞37,000株（18.5％）、市川章弘12,800株（6.4％）

## 店舗

### 百貨店
- 川越店 （川越市新富町2-6-1[93]）

延べ床面積45,174m2、店舗面積約26,146m2、駐車台数約1,500台。地下2階・地上6階建て。
本館屋上にあった1968年（昭和43年）10月開業の屋上遊園地「わんぱくランド」は店舗建物耐震化工事のため2019年（令和元年）9月1日をもって営業終了。また、本館屋上には川越八幡宮の末社・民部稲荷神社を奉祀しており、その由緒が毎日放送制作『まんが日本昔ばなし』で紹介されている。
- 川越アネックスA館（川越市新富町2-11-1[99]）

延べ床面積8,170m2、店舗面積6,190m2。
長崎屋川越店（川越市新富町2-11-1）を買収。
ソフマップ・紀伊國屋書店・山野楽器が出店。
- 飯能店 （飯能市栄町24-4）
- 東松山店 （東松山市材木町19-30[24][102]）

店舗面積約9,290m2。地下1階・地上5階建て。
- 入間店 （入間市豊岡1-6-12[103]、1989年（平成元年）10月開店[103]）

延べ床面積58,890m2、店舗面積約18,000m2。
- 上尾店 （上尾市宮本町1-1[3]アリコベール上尾[104]）

延べ床面積42,906m2、店舗面積約17,166m2。
ボンベルタからの営業権譲渡により出店した。
2025年秋に業態を変更し、「まるひろ上尾SC(ショッピングセンター)」としてリニューアルオープンする予定。なお名称に関しては仮称である。

### ショッピングセンター
以下の店舗は直営売り場が少なく殆ど専門店で構成されており、2022年時点では日本百貨店協会のWebサイトに記載されていない。但しこれらの店舗も開業当初は食品を中心に直営売り場が存在しており、百貨店扱いだった。

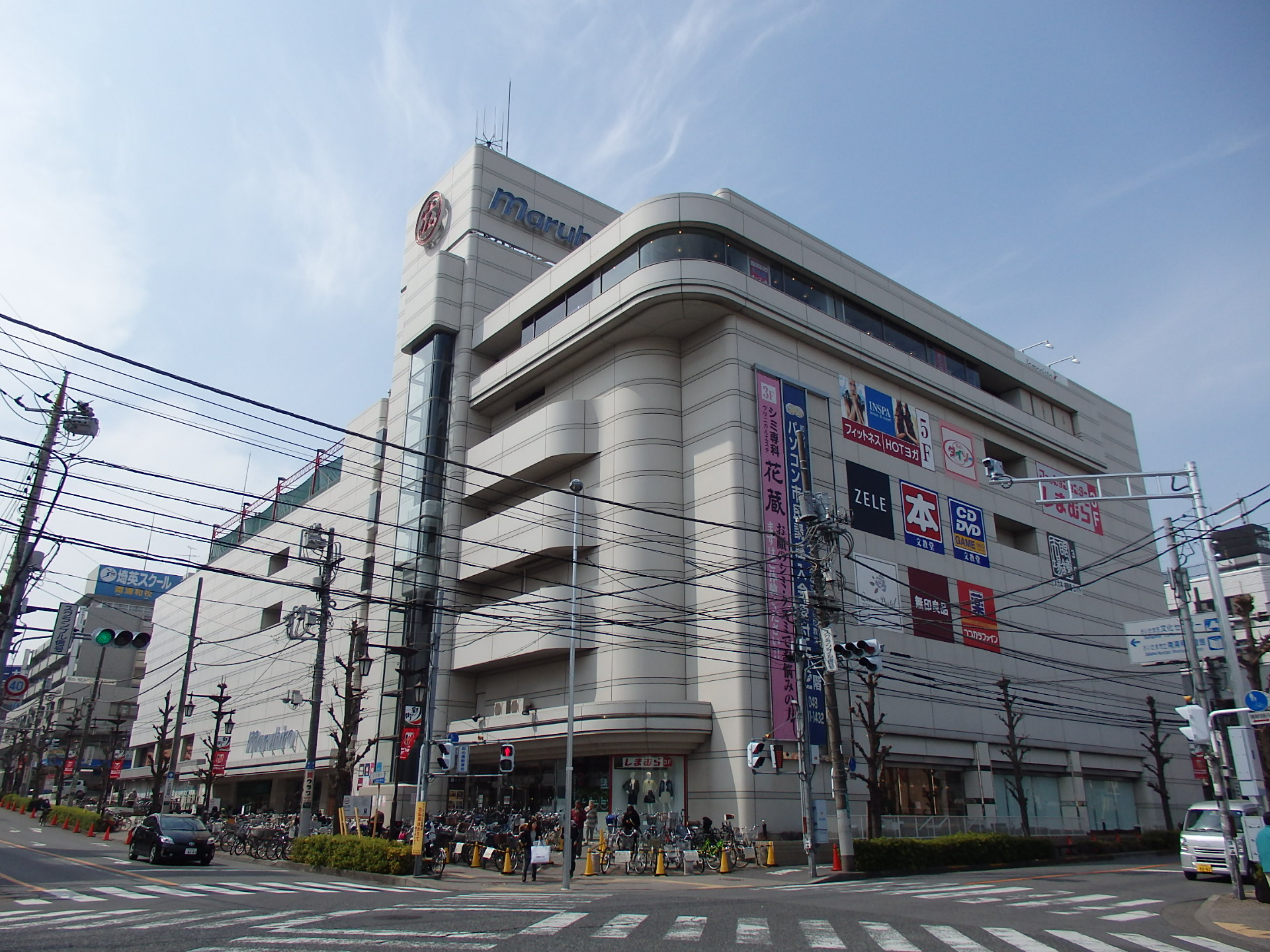
南浦和店 （さいたま市南区南本町1-7-4[108]）
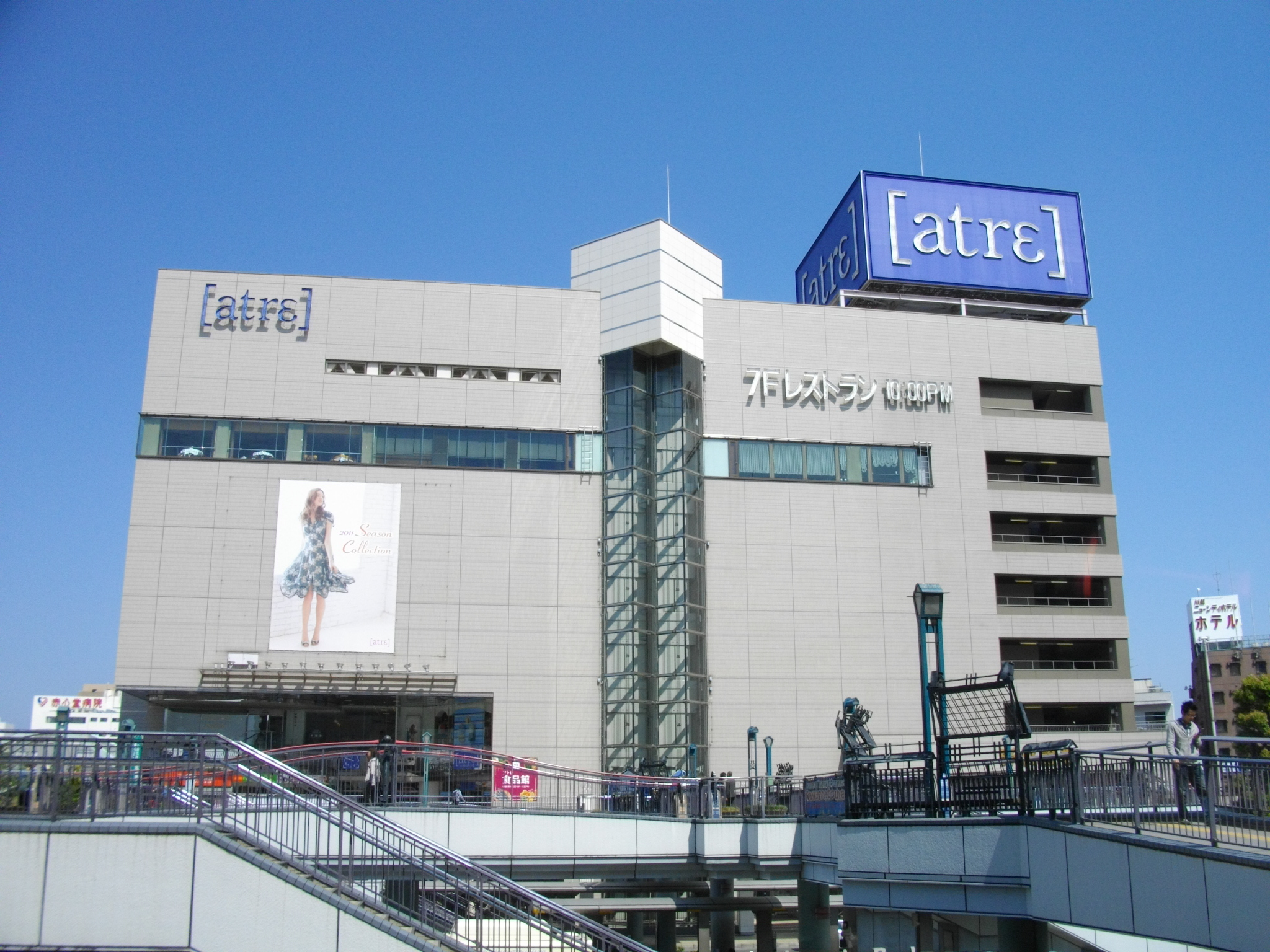
アトレマルヒロ

店舗面積約12,680m2。
開業当初は3階建てで店舗面積約4,670m2であった。
開業時はセルフサービス方式を導入したスーパーマーケット方式の売り場と対面販売の売り場を合わせたジュニアデパート。
東京や大宮などの百貨店が近い立地の為、近隣型の日常品中心の品揃えで開業したが、開業当初はギフト・加工食品・ファッション衣料などの百貨店型の販売が好調で品揃えを修正する形となった。
- アトレマルヒロ （川越市脇田町105[3]、1990年（平成2年）5月16日開店[55]）

店舗面積約17,929m2。
川越駅東口再開発計画によって建設された「アトレ」のキーテナントとして出店した。
2012年（平成24年）に「アトレマルヒロ」を改装して賃料収入を得るショッピングセンターに業態転換した。
- 南浦和店
- アトレマルヒロ

### 小型店
- シーズンクローゼットマルヒロららぽーと富士見店（富士見市山室1-1313・ららぽーと富士見内1F）[広報 4]

- まるひろ mini イオンふじみ野店（ふじみ野市福岡2-1-6・イオンタウンふじみ野内1F）[広報 2]
- まるひろ mini ワカバウォーク店（鶴ヶ島市富士見1-2-1・ワカバウォーク内2F）[111] - 閉店した坂戸店から学校制服関連などを引き継いでおり[広報 5]、事実上の代替店舗[独自研究?]

3つの「埼玉県産品“食”のセレクトショップ」を運営している。「モイ」はフィンランド語で「こんにちは」にあたる挨拶である。
- 「モイサイタマ」（メッツァビレッジ内[広報 6]）
- 「モイサイタマプラス」（川越市脇田本町8-1・U_PLACE内）[広報 7][出典無効]

### かつて存在した店舗

#### 飯能市
- （初代）飯能店（飯能市久下20[112]）

売場面積1,088m2
- （2代目）飯能店（飯能市柳町22-11[34]、1961年（昭和36年）3月開店[24] - 2009年（平成21年）8月25日閉店[要出典]）

延べ床面積13,064m2、店舗面積10,120m2。地下1階・地上7階建て。
- 東飯能店（飯能市栄町24-4[113]・東飯能駅駅ビル、2000年（平成12年）開店[59] - 2006年（平成18年）4月閉店[59]）

延べ床面積30,588m2、売場面積14,945m2（直営売場面積14,862m2）
2007年（平成19年）1月 - 不動産会社ニューシティーコーポレーションへ売却。
2008年（平成20年）10月31日 - 同ビルを丸広百貨店が再買収。
2009年（平成21年）9月11日 - 東飯能駅ビル（旧東飯能店）に新・飯能店として移転開店。

#### 川越市
- （初代）川越店（川越市仲町6-6[112]）

売場面積579m2
- 神明町店（川越市神明町4-4小川ビル[70]、1980年（昭和55年）7月開店[70]）

延べ床面積3,544m2、売場面積2,605m2
閉店後、小川ビルにはマミーマート神明町店が出店した。
- 新河岸店（川越市大字砂945-1[47]ヒノデビル[116]、1987年（昭和62年）6月24日開店[47] - 2011年《平成23年》2月13日閉店）

鉄骨造り地上2階建て、延べ床面積4,197m2、売場面積2,850m2。
1階が食品売り場で、2階が衣料品や住関連品の売り場として開業した。

#### 東松山市
- （初代）東松山出張所（東松山市松山4382[13]、1954年（昭和29年）7月開設[3][24]）

売場面積100m2
- （初代）東松山店（東松山市松山3825[6]、1958年（昭和33年）8月開店[24]）

売場面積276m2
1970年（昭和45年）10月に材木町19-30に移転

#### 大宮市
- 大宮店（大宮市宮町1-2[6]（さいたま市大宮区）、1953年（昭和28年）11月開店[6]）

売場面積688m2
高島屋・西武百貨店・長崎屋などの進出があり、増床を検討したが用地の確保が出来なかったことから、1971年（昭和46年）3月にレディスカジュアル専門店の「大宮マック」に業態転換した。
- 日進店（大宮市日進町2-1059[102]（さいたま市北区）、1982年（昭和57年）6月24日開店[51]）

売場面積5,590m2
2002年（平成14年）8月 - 閉店。屋号は丸広であったが、社内ではファミリー店扱いで営業政策を行っていた。

#### その他
- 坂戸店(坂戸市薬師町28-1坂戸ビル[119]、2002年（平成14年）10月開店[74] - 2022年（令和4年）8月21日閉店[74])

延べ床面積10,817m2、売場面積7,194m2。
忠実屋→ダイエー坂戸店跡地に開店し、大型スーパー跡地に百貨店を進出するのは、全国的に稀であった。跡地は一旦更地にした上でコープみらいがコープ坂戸薬師町店を建設。2024年11月にオープンした。
- 日高店（日高市上鹿山53[3]、1999年（平成11年）10月開店[3] - 2021年（令和3年）2月14日閉店[61]）

延べ床面積6,190m2、店舗面積約4,840m2。
高麗川駅西口土地区画整理事業地区内の加藤・比留間・大沢ビルへの出店。
・その他、ギフトショップが狭山市にあったが既に閉店し跡地は「カメラのキタムラ」が居抜きで入っている。

#### かつて存在した関連会社の店舗
かつては、完全子会社の（株）ビッグエイトと（株）ブルミエールがあり、スーパーマーケットやドラッグストアを出店していたが、（株）ビッグエイトがスーパーの他ドラッグストアも運営するようになり、同社の全店舗（スーパー4店・ドラッグストア2店）をマミーマートに売却して撤退した。
また、これらの業態を合わせることで、衣料品、食品、ドラッグを合わせたパワーセンター開発も構想していた
- 生鮮市場ビッグエイト飯能岩沢店[123]

- 生鮮市場ビッグエイト所沢狭山ヶ丘店（所沢市狭山ヶ丘1-3006-58荻野ビル[124]、1998年（平成10年）10月開店[124]）

延べ床面積2,227m2、売場面積1,105m2
- ビッグエイト新町店

売場面積225坪
- ビッグエイト川越新宿店（川越市新宿町3-61間仁田ビル[126]、1996年（平成8年）5月開店[127]）

延べ床面積1,498m2、売場面積995m2
- 生鮮市場ビッグエイト上福岡店（ふじみ野市上福岡5-10-18[128]大築ビル[129]、1996年（平成8年）11月開店[129]）

売場面積2,694m2
大築ビルには、「コジマ NEW 上福岡店」が出店した。
- 生鮮市場ビッグエイト三芳店（入間郡三芳町藤久保263-3[130]、1995年（平成7年）10月開店[130]）

売場面積570m2
- スーパードラッグストア健康総庫飯能岩沢店[123]

薬品、健康食品、化粧品を直営扱うドラッグストア。
- スーパードラッグストア健康総庫三芳店（入間郡三芳町藤久保263-3[130]、1995年（平成7年）10月開店[130]）

売場面積380m2

## 出店を断念した店舗
- 越谷店

2002年（平成14年）完成予定の、越谷駅東口第一種市街地再開発事業（越谷市）で計画された再開発ビルの核テナントとして出店を予定していた。しかし、バブル崩壊による不況で、採算性を疑問視され、着工直前に出店計画を撤回した。
その後もリーマンショックの発生による不況で計画が遅れたものの、2010年に入ってようやく建設が開始し、2012年9月にスーパーマーケットの「カスミ」を核店舗にし、超高層マンションを併設した複合施設「越谷ツインシティ」として完成した。
- 大井町店（入間郡大井町大字亀久保字亀居1239-67辻ビル[132]）

鉄骨造り地上2階建て、延べ床面積4,599m2、売場面積3,420m2。

## 屋上遊園地
1968年（昭和43年）に川越店の屋上に屋上遊園地であるわんぱくランドが開業した。
かつては、「おとぎの国の観覧車」や吊り下げ式の飛行塔、旧型モノレールなどがあったが、1992年（平成4年）の大規模改装時に撤去。
1992年（平成4年）7月17日に、新たにてんとう虫型のモノレール・「わんぱくビート」やゴンドラが横回転する高さ11mの観覧車・「わんぱくホイール」、アーム回転型の遊具・「わんぱくプレーン」などを新規に導入して新装開業した。
当時、国内にはこうした屋上遊園地が数多く存在したが、昭和40年代に千日デパートビル火災や大洋デパート火災などの甚大な被害を出したビル火災が相次いで発生したことや、子供達の遊び場がゲームセンターやテーマパークへと移り変ったなどの要因もあり、徐々に国内では姿を消した。そして2019年9月1日の営業を以て51年の歴史に幕を閉じ、国内の屋上遊園地は全て閉園となった。閉園理由は川越店の耐震補強工事に伴い、遊園地スペースを資材置き場として使用するが、工事完了後に新たに遊具を組み直すことのできるメーカーがないことによる。最終日には普段の土日の4倍以上の、9000人が訪れた。
2021年6月9日より、耐震工事の完了に伴い、多目的スペース「エンジョイ広場」として屋上が再び開放された。

## ホテルへの進出
2019年（令和元年）6月28日、「スーパーホテル埼玉・川越」を本川越駅近くに開業した。丸広百貨店が借り上げている川越市新富町2丁目の土地に所在する同百貨店契約有料駐車場「新富町パーキング」を閉鎖し、レストランを運営する子会社「マルエム」がスーパーホテルとフランチャイズ契約を結んで運営する。場所は川越店から西に約200メートル、西武新宿線本川越駅から南に約200メートル、西武バス・東武バス「脇田町」バス停付近。敷地面積1100平方メートル。建築面積は395平方メートル、延べ床面積は2347平方メートル。地上9階、地下1階建て。宿泊事業への進出は同百貨店初となる。

## POSシステム
- POSシステムは、富士通製を使用。[要出典]

## クレジットカード
1980年（昭和55年）8月にライフと提携してハウスカード・「ESTEEMカード」の発行をしたのが始まりで、1988年（昭和63年）1月には日本信販と提携してハウスカード・「ラフィーネカード」の発行を開始した
その後、クレディセゾンとの提携カード「まるひろMクラブカード」を発行していたが2022年（令和4年）11月30日をもってクレディセゾンとの提携を終了させ、ジャックスとの提携に切り替えている。